# An-Nabk
An-Nabk is een plaats in het Syrische gouvernement Rif Dimashq en telt 90.000 inwoners (2014).